# Rodney Wallace (Fußballspieler)
Rodney Wallace Burns (* 17. Juni 1988 in San José) ist ein ehemaliger costa-ricanisch-US-amerikanischer Fußballspieler.

## Karriere

### Klub
In seiner Jugend spielte er für die Maryland Terrapins der University of Maryland und wurde dann zur Saison 2009 von D.C. United gedraftet. Nach zwei Jahren wechselte er zur Saison 2011 zu den Portland Timbers, wo er weitere fünf Jahre verblieb und mit diesem Klub auch in seiner Karriere die größten Erfolge feierte. Nach einem Kreuzbandriss wurde er im Sommer 2014 kurzzeitig zu Arizona United in die USL verliehen, um hier wieder Spielpraxis zu bekommen.
Im Januar 2016 schloss er sich kurzzeitig dem portugiesischen Klub FC Arouca an. Nach zwei Einsätzen im Februar 2016 verließ er den Klub wieder und schloss sich im März in Brasilien Sport Recife an.
Hier steuerte er in der Saison 2016 in 23 Ligaspielen drei Tore bei. Nachdem er zur neuen Saison aber nicht mehr aufgetaucht war, um einen Wechsel zu forcieren, wurde er im Februar 2017 aus seinem Vertrag entlassen und mit einer Strafe belegt. Entgegen manchen Gerüchten im Vorfeld kehrte er danach jedoch nicht zu den Timbers zurück, sondern schloss sich dem NYC FC an, wo er dann auch in der Saison 2017 und 2018 in einigen Spielen eingesetzt wurde. Zur Saison 2019 unterschrieb er danach noch einmal einen Einjahresvertrag bei Sporting Kansas City. Dort machte er am 23. März 2019 sein erstes Spiel für die Zweitvertretung in der USLC. Nach zwei Einsätzen in der CONCACAF Champions League kam er am 7. April 2019 auch in der MLS zu seinem ersten Einsatz für Kansas. In der Partie gegen den FC Cincinnati musste er dann aber bereits in der 27. Minute verletzt ausgewechselt werden. Von da an fiel er mit einer Hüftverletzung für den Rest der noch laufenden Saison aus.
Nachdem er im Anschluss an die Saison 2019 zwei Jahre lang ohne Klub war, beendete er seine Karriere offiziell am 13. August 2021. Dazu unterschrieb er einen Vertrag für einen Tag bei den Portland Timbers, um zeremoniell als einer von ihnen verabschiedet zu werden.

### Nationalmannschaft
Sein erster bekannter Einsatz für die costa-ricanische Nationalmannschaft war ein 1:0-Freundschaftsspielsieg über die USA am 2. September 2011. Nach weiteren Einsätzen bei Freundschafts- als auch Qualifikationsspielen war sein erstes Turnier der Gold Cup 2013. Auch beim Gold Cup 2017 war er mit Einsätzen dabei. Nach der erfolgreichen Qualifikation mit seiner Mannschaft stand er schließlich auch im Kader bei der Weltmeisterschaft 2018 und kam hier beim 2:2 gegen die Schweiz in der Gruppenphase zum Einsatz. Sein letzter Einsatz im Dress der Nationalmannschaft war eine 0:2-Freundschaftsspielniederlage gegen Südkorea am 7. September 2019.